# Podrzsi Kony
Podrzsi Kony (macedónul: Подржи Коњ) település Észak-Macedóniában, a Északkeleti körzetben, Kriva Palanka községben.

## Népesség
| Lakosok száma | 720  | 847  | 740  | 648  | 386  | 196  | 183  | 116  | 45   |
|               | 1948 | 1953 | 1961 | 1971 | 1981 | 1991 | 1994 | 2002 | 2021 |

- 2002-ben 116 lakosa volt, akik közül 114 macedón és 2 szerb.